# Valašské Příkazy
Valašské Příkazy är en ort i Tjeckien.   Den ligger i regionen Zlín, i den östra delen av landet, 280 km öster om huvudstaden Prag. Valašské Příkazy ligger 433 meter över havet och antalet invånare är 245.
Terrängen runt Valašské Příkazy är huvudsakligen kuperad, men västerut är den platt. Valašské Příkazy ligger nere i en dal. Runt Valašské Příkazy är det ganska glesbefolkat, med 35 invånare per kvadratkilometer. Närmaste större samhälle är Vsetín, 19,6 km norr om Valašské Příkazy. I omgivningarna runt Valašské Příkazy växer i huvudsak blandskog.